# Санкт-Петербургская международная товарно-сырьевая биржа
Акционерное общество «Санкт-Петербургская международная товарно-сырьевая биржа» (АО «Петербургская биржа», до весны 2025 года - АО «СПбМТСБ»), также SPIMEX — крупнейшая товарная биржа РФ, созданная в мае 2008 года. Она организует биржевые торги на рынках нефтепродуктов, нефти, газа, сжиженных углеводородных газов, леса и стройматериалов, минеральных удобрений, а также на срочном рынке, через неё проходит около 99 % объёмов организованных торгов в этих сегментах рынка в РФ. СПбМТСБ реализует задачу создания прозрачного механизма формирования справедливых цен на российские товары.
Действующие лицензии Банка России:
- лицензия на осуществление деятельности по организации торгов № 040—004 от 22.11.2013[6];
- лицензия на осуществление клиринговой деятельности № 040-00007-000010 от 23.05.2017[7];
- лицензия на осуществление клиринговой деятельности № 045-00001-000010 от 11.01.2012 (выдана дочерней компании НКО ЦК РДК (АО))[7].

## История
В своём послании Федеральному собранию в мае 2006 года президент В. Путин отметил:

… необходимо организовать на территории России биржевую торговлю нефтью, газом, другими товарами. Торговлю — с расчетом рублями. Нашими товарами торгуют на мировых рынках. Почему не у нас? Правительству следует ускорить решение этих вопросов.

Санкт-Петербургская международная товарно-сырьевая биржа была учреждена 7 мая 2008 года, в сентябре начались торги дизельным топливом и авиакеросином.
В 2008 году создано ЗАО «Санкт-Петербургская международная товарно-сырьевая биржа». Получена лицензия ФСФР, начата тестовая торговля нефтепродуктами.
Летом 2014 года прошли первые торги круглым лесом. Осенью начаты торги природным газом. Совет директоров биржи возглавил Игорь Сечин.
В конце ноября 2015 года запущены учебные торги нефтяными фьючерсами Urals и ESPO.
В 2016 году биржа запустила торги поставочными экспортными фьючерсными контрактами на нефть марки Urals.
В 2017 году начались торги нефтепродуктами с участием «Транснефти» в качестве оператора товарных поставок. Начаты торги минеральными удобрениями.
В 2018 году планировалось запустить торги поставочными фьючерсами на нефть сорта ВСТО. К торгам нефтью Urals присоединяются китайские компании. Подписан меморандум с S&P Global Platts о разработке ценовых индикаторов для российской нефти.
В 2019 году начаты торги энергетическим углём марки Д. В декабре 2019 стартовали торги лесом на экспорт во Владивостоке.
В 2020 году начаты торги ещё 16 марками энергетического угля. Прошли первые торги нефтью марки Urals в формате онлайн-аукциона. Объём торгов на СПбМТСБ превысил 1 трлн руб, дневной объём торгов фьючерсными контрактами превысил 1 млрд руб. Биржа начинает публиковать рублёвые экспортные цены на судовое топливо в основных российских портах.
Летом 2023 года на ПМЭФ был подписан меморандум между биржей и рейтинговым агентством АКРА, по которому они будут сотрудничать в сфере развития биржевой торговли товарами с низким углеродным следом и углеродными единицами, а также проводить совместные исследования и мероприятия для повышения прозрачности биржевого товарного рынка.
В конце 2023 года СПбМТСБ объявила о запуске во второй половине 2024 года информационно-аналитической платформы SPX, которая станет крупнейшим в России источником данных по товарным рынкам.
27 февраля собрание акционеров приняло решение о смене сокращённого названия биржи - вместо АО СПбМТСБ биржа будет называться АО «Петербургская биржа».

## Торговая деятельность
Торговая деятельность биржи в 2023 году была структурирована в следующих товарных секциях и направлениях: нефтепродукты, нефть, газ, энергоносители, лес, химическая продукция, биологические ресурсы, срочный рынок (рынок деривативов).

### Показатели деятельности

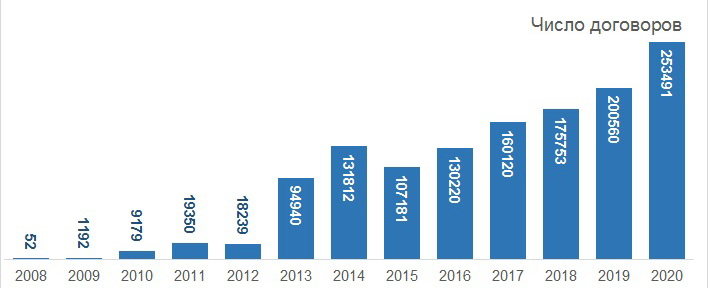
Число договоров, заключённых на бирже (по годам, на 31.12.2020)

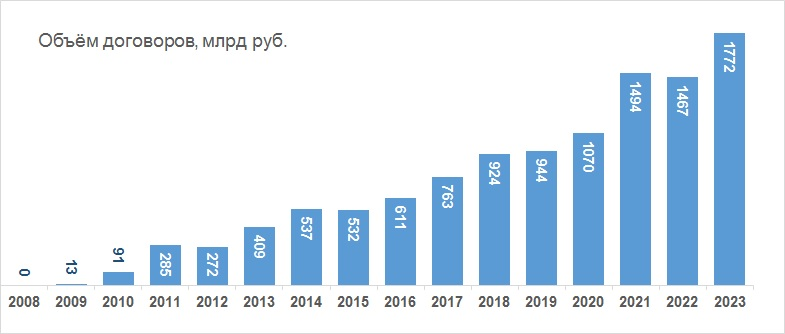
Стоимостное выражение заключённых на бирже договоров (по годам, млрд руб, на 31.12.2023)

По итогам 2024 года на Петербургской Бирже было продано ▲37 млн т нефтепродуктов (а также отдельных категорий товаров, выработанных из нефти и газа) на сумму ▲2,154 трлн рублей, ▼9,18 млрд м³ природного газа, ▲5,3 млн м³ лесоматериалов, ▲146 тыс. т минеральных удобрений. Число участников торгов достигло ▲7110. Число компаний, регистрирующих внебиржевые сделки, составило ▼1069. В 2023 году (как и в предшествующие годы) через биржу продавалась каждая четвёртая тонна основных нефтепродуктов (автобензина, дизельного топлива, авиакеросина, мазута), поставляемых на внутренний рынок РФ.
В 2020 году на товарной бирже было заключено 253,5 тыс. договоров на общую сумму более 1 трлн руб. Через биржу прошло 4,37 % ВВП Российской Федерации.
В 2021 году оборот СПбМТСБ вырос до 1,49 трлн руб (прирост +39,5 %), в 2022 году снизился до 1,47 трлн руб (на −1,8 %).
Общие объёмные и стоимостные показатели результатов торгов в ключевых секциях по годам (по данным журнала «Биржевой вестник»):
| Объекты торговГоды | Нефтепродукты | Нефтепродукты   | Нефтепродукты   | Природный газ | Природный газ   | Природный газ   | Химикаты и удобрения | Химикаты и удобрения | Химикаты и удобрения | Лес и стройматериалы | Лес и стройматериалы | Лес и стройматериалы |
| ------------------ | ------------- | --------------- | --------------- | ------------- | --------------- | --------------- | -------------------- | -------------------- | -------------------- | -------------------- | -------------------- | -------------------- |
|                    | Объём, млн т. | Сумма, млрд руб | Число договоров | Объём, млн м³ | Сумма, млрд руб | Число договоров | Объём, тыс т.        | Сумма, млн руб       | Число договоров      | Объём, тыс м³        | Сумма, млн руб       | Число договоров      |
| 2023               | 31,00         | 1616,37         | 324180          | 9599,90       | 35,18           | 5822            | 115,00               | 3001,00              | 835                  | 4908,20              | 7011,70              | 12201                |
| 2022               | 29,13         | 1403,77         | 312323          | 5700,30       | 21,94           | 4893            | 315,60               | 2611,30              | 774                  | 4011,70              | 5895,90              | 10024                |
| 2021               | 27,03         | 1362,18         | 283606          | 6690,50       | 25,93           | 4681            | 1008,50              | 39319,10             | 7300                 | 2378,08              | 4366,03              | 5502                 |

### Нефтепродукты

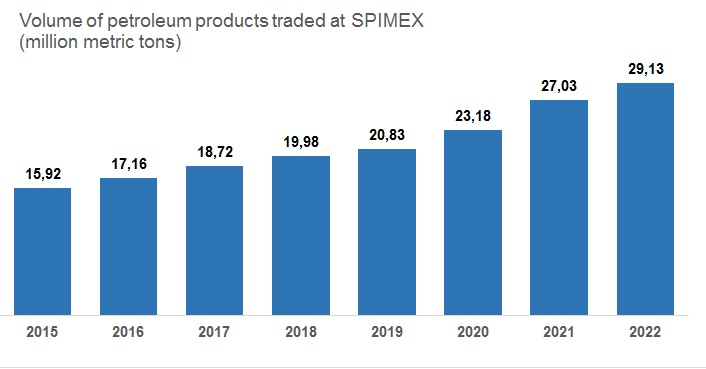
Объём торгов нефтепродуктами, млн.т. (2015—2022)

Санкт-Петербургская международная товарно-сырьевая биржа — основная площадка биржевых торгов нефтепродуктами в России с фактической (физической) поставкой, здесь осуществляется 99 % объёмов биржевых торгов нефтепродуктами. На нефтепродукты приходится примерно 90 % от оборота всех биржевых торгов СПбМТСБ в денежном эквиваленте. По итогам 2020—2022 годов через биржу продавалась каждая четвёртая тонна бензина, каждая четвёртая тонна авиакеросина и 30 % дизельного топлива, поступающие на внутренний рынок. Продажи дизельного топлива в 2022 году выросли на +18,9 % до 13,7 млн т., топочного мазута на +19,9 % (1,709 млн т.), сжиженных углеводородных газов на +14,4 % (1,988 млн т.). Продажи бензина «Регуляр-92» выросли на +1 % (6,25 млн т.), «Премиум-95» на +1,5 % (3,542 млн т.), продажа авиакеросина сократилась на −30,4 % (1,377 млн т.).
В 2023 году объёмные и финансовые показатели торгов в этой сессии продолжили свой рост. Продажи нефтепродуктов в 2023 году выросли по сравнению с 2022 годом на 6,4 % до 31 млн тонн, оборот торговли топливом на бирже достиг 1,616 трлн руб. Реализация бензина «Премиум-95» выросла до 3,6 млн тонн (+2,5 %), дизельного топлива – до 14,8 млн тонн (+7,9 %), авиакеросина – до 1,7 млн тонн (+19,6 %). При этом объёмы торгов бензином «Регуляр-92» сократился на 3,7% до 6,0 млн тонн.
В 2022 году, в рамках борьбы с недобросовестными торговыми практиками с применением специализированных программ, биржа ввела заградительные тарифы для торговых роботов за сверхнормативное выставление заявок. Однако эта инициатива не получила поддержки со стороны регулятора в лице Банка России и была впоследствии отменена.
25 января 2023 года на СПбМТСБ был установлен рекорд по суточному объёму торгов нефтепродуктами — 167 732 тонн. Предыдущий подобный рекорд продержался почти 12 лет и был установлен в марте 2011 года. Эксперты объяснили такой высокий показатель сильным падением биржевых цен на нефтепродукты. Осенью того же года этот рекорд был побит - 27 сентября объём торгов нефтепродуктами составил 205 969 тонн или  12,7 млрд руб. в денежном выражении.

### Сырая нефть
С 2011 года на СПбМТСБ развивается биржевой рынок поставочной сырой нефти. Базисы поставки (пункты) — Варандейский терминал, УУН Уса и др.
По результатам торговли формируются показатели динамики и уровня цен в трех нефтегазоносных бассейнах: Тимано-Печорский, Волго-Уральский, Западно-Сибирский. Торги осуществляются как в биржевой секции «Нефть», так и на электронной площадке «Торг-i» (c 2020 года это Система электронных торгов внебиржевого рынка (СЭТ ВР)), оператором которой является СПбМТСБ. В 2020 году через товарную биржу реализовано более 2 млн тонн сырой нефти, в 2023 году объём торгов в секции «Нефть» составил 2,114 млн тонн.
В сентябре 2023 года на бирже начал работу экспертный совет по индексам на нефть.

### Природный газ
В рамках выполнения поручения Президента Российской Федерации об организации торгов природным газом в 2014 году на Санкт-Петербургской международной товарно-сырьевой бирже был осуществлен запуск биржевой торговли газом. Участники биржевых торгов — крупнейшие производители газа и ведущие предприятия электроэнергетики, агрохимии, металлургии. За всё время биржевых торгов реализовано более 90 млрд м³ природного газа, в 2020 году было продано более 16 млрд м³ на сумму 56,6 млрд р. В 2021 году произошло заметное падение объёмов газа, продаваемого Газпромом через биржу, однако ФАС рекомендовала компании исправить ситуацию и направлять на торги существенно большие объёмы.
В начале 2023 года на бирже было отмечено резкое (в 9 раз к предшествующему году) увеличение объёмов продаж природного газа от независимых производителей (не входящих в группу «Газпром»). Это, в свою очередь, привело к росту общего объёма торгов газом в 2,3 раза в январе-апреле 2023 по сравнению с аналогичным периодом предыдущего года (число участников торгов выросло с 24 до 40, конечных потребителей с 52 до 138).
Всего в 2023 году в этой секции было реализовано 9,6 млрд кубометров природного газа (+ 68,4%). Оборот торгов в секции составил 35,2 млрд руб. Количество участников и их клиентов в секции достигло 134.

### Энергоносители (энергетический уголь)
В 2018—2019 годах в рамках рабочей группы с участниками угольного рынка на СПбМТСБ были согласованы условия биржевого договора. 20 декабря 2019 был запущен пилотный проект биржевых торгов энергетическим углем. Первой маркой на торгах стал наиболее распространённый в России уголь марки Д, который покупают и крупные генерирующие компании, и потребители небольших объёмов. В ходе первых торгов было продано более 1,5 тыс. тонн угля. В 2020 году начались торги ещё восемью марками длиннопламенного угля и восемью марками бурого угля.
Полноформатные биржевые торги углём были запущены на СПбМТСБ в феврале 2023 года в соответствии с приказом Федеральной антимонопольной службы России и Минэнерго. Угольные компании,  «занимающие доминирующее положение», должны продавать на бирже не менее 10 % от реализуемого угля марок Д и ДГ. Сложной проблемой, потребовавшей специального решения, стало изменение качества угля в процессе транспортировки от продавца к покупателю (главным образом - повышение влажности при транспортировке в открытых вагонах на большие расстояния в течение длительного времени). Поэтому в основу торгов легла система пересчета цены договора по фактическому качеству товара при отгрузке. В момент отгрузки такого нестабильного биржевого товара (например - угля) поставщик берет его пробы и направляет в независимую лабораторию, аккредитованную при бирже. Цены контракта пересчитываются на основе лабораторного сертификата в соответствии с формулой, зафиксированной в правилах торгов. Если качественные характеристики топлива находятся в диапазоне, соответствующем нормативам, биржевой договор исполняется по цене, сформированной на торгах. Если качество топлива ниже нормативного, но в границах приемлемого диапазона, то оно поставляется с дисконтом. Если же качественные характеристики выходят из границ приемлемого диапазона, то при расчете цены применяется дополнительный понижающий коэффициент 0,5. За первый год торгов по этой схеме было реализовано 349 тыс. т угля.

### Электроэнергия
Биржевые торги свободными контрактами и фьючерсами на электроэнергию в РФ проходили с 2008 года на «Мосэнергобирже». Основной целью таких сделок было хеджирование рисков, связанных с колебаниями цен на оптовом энергорынке. Однако оказалось, что волатильность этого рынка низкая, интерес к этим инструментам быстро был потерян и в 2017 году лицензия «Мосэнергобиржи» была отозвана ЦБ.
Однако к 2018 году возникла потребность в организации биржевой торговли электроэнергией в рамках проекта по созданию общего электроэнергетического рынка (ОЭР) Евразийского экономического союза (ЕАЭС). В июне 2018 года на СПбМТСБ и ещё нескольких торговых площадках прошли имитационные торги электроэнергией с участием всех стран ЕАЭС с использованием механизма свободных двусторонних договоров и централизованных торгов (торгов с центральным контрагентом) по срочным контрактам и на сутки вперед.
На площадке Евразийской экономической комиссии продолжается работа над моделью и проектами документов, регулирующими общий электроэнергетический рынок ЕАЭС, и СПбМТСБ активно участвует в этой работе. Ожидается, что общий энергетический рынок ЕАЭС начнет функционировать в 2025 году.

### Лес
В 2014 году был осуществлен запуск биржевой торговли в секции «Лес и стройматериалы». Первые торги прошли в рамках совместного проекта с правительством Иркутской области. На СПбМТСБ проходят торги круглым лесом хвойных пород и пиломатериалами.
В июле были 2021 года в Лесной кодекс были внесены поправки, согласно которым государственные и муниципальные предприятия должны с начала 2022 года всю заготовленную древесину продавать через биржу. В августе 2021 года была введена обязательная регистрация внебиржевых сделок.
В 2022 году ФАС предложила обязать всех экспортёров лесоматериалов продавать часть своей продукции через биржу. При этом в 2021 году экспортных сделок на бирже не было, а с начала 2022 года в России действует запрет на вывоз за рубеж необработанных и грубо обработанных лесоматериалов хвойных и ценных лиственных пород.
С 2019 года на площадке СПбМТСБ проходят биржевые торги лесом на экспорт (во Владивостоке). В 2020 году на товарной бирже торговало 855 предприятий из 16 регионов РФ, общий объём торгов лесоматериалами превысил 2 млн м³. По состоянию на июль 2021 года на бирже торговали лесоматериалами предприятия из 20 регионов. В 5 регионах через биржу продавалось 100 % леса, а всего у биржи были соглашения с предприятиями из 30-ти российских регионов.
По итогам 2022 года лесоматериалами на бирже торговало уже более 2600 предприятий из 48 регионов РФ, объём продаж составил 4,012 млн м³, а всего с начала биржевых торгов в 2014 году — более 16,5 млн м³.
В 2023 году к биржевым торгам лесом подключились учреждения ФСИН РФ За 2023 год  на СПбМТСБ было продано 4,9 млн кубометров древесины (+ 22,3 %) на сумму 7,012 млрд рублей. Количество участников торгов и их клиентов в секции "Лес и стройматериалы" составило 3 329. За первое полугодие 2024 года оборот торгов в этой сессии вырос почти вдвое по сравнению с первым полугодием 2023 и составил 5,0 млрд руб.

### Химическая продукция и минеральные удобрения
Проект по организации торгов в секции «Минеральное сырье и химическая продукция» стартовал на СПбМТСБ в конце 2017 года.
В феврале 2020 года вышел совместный приказ ФАС России и Минпромторга, который установил минимальные объёмы биржевых продаж минеральных удобрений для крупнейших компаний на уровне 10 % от объёма поставок на внутренний рынок по месяцам с учётом сезонности.
В 2021 году через биржу реализовали продукцию крупнейшие производители минеральных удобрений: «Фосагро», «Еврохим», «Уралхим», «Акрон», «Куйбышевазот», «Тольяттиазот», «Азот», «Газпром нефтехим Салават».
На биржевых торгах представлены все основные виды минеральных удобрений: аммофос и сульфоаммофос, аммиачная селитра, карбамид, а также азотно-фосфорно-калийные удобрения. За первые пять месяцев 2021 года на бирже было продано 200,7 тыс.тонн минеральных удобрений, что примерно вдвое больше, чем за весь 2020 год. В целом за 2021 год объём торгов удобрениями вырос в 10 раз, по сравнению с 2019 годом в 100 раз. При этом летом 2021 для повышения прозрачности операций и снижения объёмов спекуляций (которые толкают цену вверх и создают повышенную волатильность) было предложено ограничить круг покупателей, допущенных к торгам и разрешить покупать минеральные удобрения на бирже только сельхозпроизводителям.

### Сельхозпродукция и биоресурсы
В марте 2021 года на СПбМТСБ были запущены торги биологическими ресурсами. Первой партией стал замороженный минтай с поставкой из Владивостока, её объём составил 24 тонны, цена — 56 тыс. руб. за тонну. Предполагалось, что использование биржевых торгов поможет нарастить к 2024 году экспорт водных биоресурсов из России до $7 млрд долларов против $5,3 млрд по итогам 2020 года. В августе 2022 года были заключены первые договоры на поставку камбалы, в спецификации секции водных биологических ресурсов к этому моменту уже значились мойва, сельдь, кета, горбуша и другие виды рыбы.
В 2023 году через секцию «Сельхозпродукция и биоресурсы» было продано 43,1 тыc тонн продукции (сахар и сухое молоко) на общую сумму 2,6 млрд рублей.

### Углеродные единицы
В январе 2022 года СПбМТСБ и «Роснефть» подписали соглашение о сотрудничестве, которое, в том числе, содержало положение об организации пробных аукционов по продаже углеродных единиц. Весной 2023 года биржа запустила торги углеродными единицами. До конца 2023 года биржа предлагает льготные условия регистрации и оплаты торговых сборов при торгах урлеродными единицами.

### Срочный рынок (деривативы)
На срочном рынке СПбМТСБ заключаются срочные сделки, то есть сделки, исполнение обязательств по которым отложено до некоторого фиксированного срока. При этом все условия сделки — цена товара, объём и срок исполнения фиксируются сторонами в момент её заключения. Из двух широко известных деривативов (срочных инструментов) — опционов и фьючерсов — на бирже торгуются только фьючерсы. На бирже ведутся торги фьючерсными контрактами на биржевые индексы цен нефтепродуктов и поставочные фьючерсы на нефтепродукты.
Линейка фьючерсов на бирже охватывает торги расчётными и поставочными фьючерсами на нефтепродукты, включая бензины АИ-92 и АИ-95, летнее дизельное топливо, сжиженные углеводородные газы, газовый конденсат.
Создание срочного рынка сырой нефти считается одной из ключевых задач для преодоления зависимости цены российской нефти от внешних ценовых эталонов и переходу к прямым котировкам. Формально торги поставочными экспортными фьючерсами начались в конце 2016 года, но пока этот инструмент не нашёл должной поддержки среди российских нефтяных компаний. Эксперты высказывали мнение, что запуск на СПбМТСБ фьючерсных торгов маркой Urals поможет поднять цену за баррель на $0,8-1,0 и более.
В качестве проекта ценообразования на нефть на российском рынке в сентябре 2020 года СПбМТСБ запустила онлайн-аукционы по продаже нефти и нефтепродуктов на экспорт. Первыми в них приняли участие государствненная «Зарубежнефть» (поставки сырой нефти), и «Татнефть» (нефтепродукты), отгрузка поставок осуществлялась из порта Приморск
В декабре 2019 года во исполнение поставочного контракта на дизельное топливо состоялась первая поставка танкерной партии объёмом 30 тыс. тонн на экспорт из порта Приморск. В 2020 отгрузки осуществлялись в среднем в объёме 30 тыс. т в месяц, в I квартале 2021 — более 90 тыс. т.

## Иные направления деятельности

### Регистрация внебиржевых договоров
С 2011 года СПбМТСБ осуществляет регистрацию внебиржевых сделок с нефтью, нефтепродуктами, СУГ, природным газом, углем, зерном. 23 июля 2013 года вышло постановление Правительства РФ № 623, обязывающее производителей регистрировать внебиржевые сделки с перечисленными товарами. К концу 2023 года список товаров для регистрации цен был пополнен лесоматериалами, минеральными удобрениями и сахаром.  Все крупные компании-производители и их сбытовые общества в соответствии с требованиями законодательства РФ предоставляют в СПбМТСБ информацию обо всех заключенных внебиржевых договорах по данным группам товаров.
На основе зарегистрированных договоров биржа рассчитывает внебиржевые индексы.

### Российский индикатор цен экспортной нефти
{{Основной источник|||
При регистрации внебиржевых данных биржа получает информацию о 90 % экспортных сделок с российской нефтью. Правительством России было принято решение на этой базе фиксировать средневзвешенный экспортный индикатор для целей налогообложения. Ранее для определения экспортных пошлин, НДПИ (налог на добычу полезных ископаемых) и НДД (налог на дополнительный доход) использовались котировки российской нефти на иностранных биржах или цены российской нефти марки Urals в европейских портах, фиксируемые ценовым агентством Argus. В 2023 году переход на новый механизм фиксации цен на экспортную нефть будет завершён.

### Ценовые индексы СПбМТСБ
СПбМТСБ формирует ценовые индикаторы по рынку нефти, нефтепродуктов, природного газа и угля.
Нефтепродукты и СУГ
- цены на нефтеперерабатывающих заводах (НПЗ) — сводные цены нефтепродуктов и СУГ на всех крупнейших заводах РФ.
- региональные индексы — цены в девяти основных центрах потребления нефтепродуктов.
- территориальные индексы рассчитываются для трех крупнейших внутренних рынков нефтепродуктов — Европейской части России, Урало-Сибирского региона, Восточной Сибири и Дальнего Востока.
- композитный индекс — единый универсальный индикатор рынка нефтепродуктов, отражающий динамику изменения стоимости усредненной тонны светлых нефтепродуктов на биржевом рынке. Рассчитывается на основе биржевых сделок.
- национальные индексы — средние по России цены нефтепродуктов и СУГ.

В 2019 году запущен расчет биржевых индексов цен нефтепродуктов в резервуарах оператора товарных поставок (ОТП), которые отражают средневзвешенную цену нефтепродуктов в резервуарах, подключенных к системе МНПП ПАО «Транснефть»: ЛПДС Белгород, Володарская, Воронеж, Невская, Никольское-1 Черкассы, НП Брянск, а также НС Нагорная и Солнечногорская. Основой для расчета являются договоры, заключенные в ходе биржевых торгов с участием ОТП.
Индекс природного газа
Рассчитывается ежемесячно и отражает среднюю биржевую цену природного газа. Для региональных биржевых индексов рассчитывается внебиржевой аналог.
В дополнение к значению индекса цен газа за месяц, биржа ежедневно рассчитывает суточный дифференциал — справочный показатель, показывающий насколько средневзвешенная цена газа по итогам суточных торгов отличается от рассчитанного значения индекса за месяц.
- цены на балансовых пунктах — сводные биржевые цены газа на основных балансовых пунктах.
- биржевой индекс — единый универсальный индикатор, отражающий динамику и уровни цен газа на биржевом рынке.
- региональные индексы — цены непосредственно в регионе потребления (с учётом транспортировки). Рассчитываются для всех основных регионов потребления.

Индексы сырой нефти
Показатели динамики и уровня цен в трех нефтегазоносных бассейнах: Тимано-Печорский, Волго-Уральский, Западно-Сибирский.

### Информационные продукты
СПбМТСБ предоставляет свои информационные продукты и услуги органам власти, участникам рынка, а также информационным и аналитическим агентствам. Биржевая информация товарной биржи способствует повышению прозрачности ценообразования на внутреннем рынке РФ.
В 2013 году было заключено соглашение о сотрудничестве между ФАС России и СПбМТСБ, направленное на повышение информационной прозрачности рынка нефти и нефтепродуктов в РФ. В 2016 году заключено аналогичное соглашение с министерством экономического развития РФ, а в 2017 году — с министерством энергетики РФ.
В систему информационных продуктов СПбМТСБ входят:
- информация о ходе и итогах торгов с 15-минутной задержкой — в открытом доступе;
- информация о ходе и итогах торгов в режиме онлайн — на коммерческой основе;
- ценовые индексы по различным сегментам рынка — в открытом доступе;
- ежедневные, еженедельные и ежемесячные бюллетени по основным рынкам, на которых организованы биржевые торги[100];
- обзоры рынка нефтепродуктов[101];
- еженедельный бюллетень «Биржевой товарный рынок России» (выпускается с 2013 года при содействии Федеральной антимонопольной службы РФ, Министерства экономического развития РФ и Министерства энергетики РФ)[100].

### Международная деятельность
Летом 2024 года на площадке Петербургского международного экономического форума состоялась церемония подписания соглашения между товарными биржами Белоруссии, Казахстана, Киргизии, России и Узбекистана. По этому соглашению создавалась международная система индикаторов. В качестве технологической основы этой системы станет информационно-аналитическая платформа СПбМТСБ.

### Форум «Биржевой товарный рынок»
С 2015 года СПбМТСБ организует ежегодный форум «Биржевой товарный рынок». В работе форумов принимают участие руководители федеральных и региональных органов власти — министры, губернаторы, руководители крупнейших компаний в тех секторах экономики, в которых биржевые торги уже налажены или планируются к запуску. В ходе форума проходит церемония награждения «За вклад в развитие биржевого рынка» (в настоящее время — награда «Лидер биржевого товарного рынка»).

### Закупочная деятельность
Весной 2024 года Минфин и ФАС России пояснили, что субъекты закона 223-ФЗ могут закупать необходимые им товары на биржевых торгах. Проведение закупочных процедур такими компаниями на Петербургской Бирже создаёт для заказчиков и продавцов целый ряд новых возможностей: упрощение процедур, сокращение расходов, наращивание объёмов реализации товаров. Биржей активно развивается номенклатура биржевых товаров. Сейчас это  нефтепродукты, продукты нефтехимии,  уголь,  лес, арматура,  щебенка  и  другие.  

## Государственная политика в области конкуренции
Основной целью работы СПбМТСБ является создание организованного товарного рынка и прозрачного механизма формирования справедливых цен на основные сырьевые товары, производимые в РФ и странах СНГ.
На спот-рынке нефтепродуктов СПбМТСБ организованы торги по всем основным группам нефтепродуктов, с широкой географией базисов поставки и едиными стандартами работы для всех участников. На срочном рынке (рынке деривативов) СПбМТСБ торгуются расчетные фьючерсы на биржевые индексы цен нефтепродуктов и поставочные фьючерсы на нефтепродукты.
Биржа реализует проект по изменению системы ценообразования для экспортных потоков российских углеводородов, прежде всего, сырой нефти. Проект предусматривает преодоление зависимости цены российской нефти от внешних ценовых эталонов и переход к прямым котировкам.

### Роль биржи в контроле внутренних цен на топливо и нефтепродукты
СПбМТСБ активно участвует в стабилизации и контроле внутренних цен на бензин и дизельное топливо в России. В 2018 году биржа предложила:
- ввести повышенные ставки финансового обеспечения при продаже бензина и дизельного топлива;
- повысить размер такого обеспечения и размер неустойки за неисполнение биржевого договора;
- сократить срок между продажей и физической отгрузкой товара до одного дня;
- ввести штрафы за отказ от исполнения биржевых договоров поставки.

Летом 2020 года Минэнерго, ФАС и нефтяные компании обсуждали идею о продаже НПЗ на бирже не менее 15% вырабатываемого бензина.
Также летом 2020 года биржа выдвинула предложение о включении в торги авиакеросином оператора товарных поставок («РЖД») для повышения прозрачности процесса исполнения биржевых договоров, контроля цен и предотвращения последующей переработки авиационного топлива в низкокачественное контрафактное дизельное топливо.
Очередное заметное повышение цен на бензин наблюдалось летом 2021 года, для их стабилизации предлагалось ввести запрет на экспорт, чтобы все объёмы уходили исключительно на внутренний рынок РФ. Однако по итогам совещания у вице-премьера Александра Новака было решено такой запрет не вводить, но увеличить объёмы торгов бензином на СПбМТСБ на 5000 тонн в сутки.
Очередной скачок внутренних цен на углеводородное топливо случился осенью 2023 года. Для его купирования в начале октября правительство предложило поднять норматив обязательных биржевых продаж бензина и дизельного топлива на СПбМТСБ для нефтянников с 13% до 15% и с 9,5% до 12,5% соответственно. Перед этим, 1 сентября 2023 эти нормативы выросли на один процент с 12% до 13% и с 8,5% до 9,5%.

## Устойчивое развитие (ESG)
СПбМТСБ принимает участие в развитие и реализацию ESG-повестки в России. В августе 2021 года биржа подписала с «Русгидро» соглашение о развитии торговли «зелёными сертификатами». В рамках договорённости биржа СПбМТСБ планирует проводить аукционы на продажу «зелёных сертификатов» покупателям, заинтересованным в приобретении у «Русгидро» возобновляемой энергии. В декабре 2021 года биржа подписала соглашение с «ТГК-1» о сотрудничестве по разработке и организации торговли электрической энергией, выработанной из возобновляемых источников энергии, и «зелёными сертификатами», что будет способствовать снижению выбросов углекислого газа. Летом 2023 года был подписан меморандум с АКРА, направленный на создание в России углеродного рынка.